# Norberto Beberide
Norberto Beberide (Villafranca del Bierzo, 1908-1991), fue un pintor e ilustrador español.
Pintor vocacional, inventor, artista precoz y autodidacta,creador apasionado e infatigable que en la cuna monumental de Villafranca del Bierzo desplegó la trama de una quimera quijotesca modelando la inmensa metáfora de la línea y los colores. Pudo y supo ser dibujante-poeta, dedicado sobre todo a la caricatura, aportó a esta técnica su visión particular consistente en dibujar, con su trazo espontáneo y seguro las facciones, las características y la psicología de los personajes retratados, sobre un collage de papeles de diferentes texturas. Su éxito se basó en la originalidad y modernidad que imprimió a sus ilustraciones, pergaminos, dibujos y caricaturas, dotándolas de interés iconográfico y artístico superior a las tendencias del art déco europeo de 1920-1940. La biografía más completa la escribió Amparo Carballo Blanco con la autorización y supervisión del pintor Norberto Beberide, y se publicó en el año 1980 por el Instituto de Estudios Bercianos, Editorial Celarayn (León). Años más tarde,(1977) después del fallecimiento del pintor, Amparo Carballo Blanco realizó un catálogo ampliando dicha biografía.